# اللیسب
ال-لیسب یک منطقهٔ مسکونی در یمن است که در استان حضرموت واقع شده است.